# Единен идентификационен код
Единният идентификационен код (съкратено ЕИК) е уникален идентификационен номер, задължителен за търговците и техните клонове, и клоновете на чуждестранните търговци, вписани в търговския регистър на Република България. За други лица и структури, които подлежат на вписване в търговския регистър, се определя персонален идентификационен код (съкратено ПИК).
ЕИК (ПИК) се определя от Агенцията по вписванията към Министерство на правосъдието при първоначалното вписване на юридическото лице и остава непроменен до заличаването му.
Ако е посочен идентификационен код, съдът, държавните органи, органите на местното самоуправление и местната администрация и лицата, на които е възложено упражняването на публична функция, организации, предоставящи обществени услуги, включително банките нямат право да изискват доказването на обстоятелства, вписани в търговския регистър, и представянето на актове, обявени в търговския регистър.
ЕИК се определя по реда на Наредба № 1 от 14 февруари 2007 г. за водене, съхраняване и достъп до търговския регистър. Начинът за формиране на ЕИК за връзка с европейската платформа се определя с акт за изпълнение на Европейската комисия.